# Zimirina relegata
Espèce
Statut de conservation UICN

 EN B1ab(i,ii,iii)+2ab(i,ii,iii) : En danger
Zimirina relegata est une espèce d'araignées aranéomorphes de la famille des Prodidomidae.

## Distribution
Cette espèce est endémique de l'île de Sainte-Hélène à Sainte-Hélène, Ascension et Tristan da Cunha.

## Description
Le mâle holotype mesure 2,9 mm et la femelle paratype 3,8 mm.

## Systématique et taxinomie
Cette espèce a été décrite par Cooke en 1977.

## Publication originale
- Cooke, 1977 : « Fam. Prodidomidae. La faune terrestre de l'île de Sainte-Hélène IV. » Annales du Musée Royal de l'Afrique Centrale, Tervuren, Belgique, Série in Octavo, Sciences Zoologiques, vol. 220, p. 49-51.